# Палаццо Скифанойя
Палаццо Скифано́йя (итал. Palazzo Schifanoia) — художественный музей в Ферраре, в здании бывшего дворца семьи д’Эсте. Известен фресками зодиакального цикла, выполненными феррарскими мастерами XV века.

## История палаццо
Дворец был построен в 1385 году по распоряжению Альберто V д’Эсте, маркиза Феррары. Название Schifanoia происходит, вероятно, от «schivar la noia» (итал.  презирать скуку) и указывает на первоначальное назначение дворца.
Первоначально одноэтажное здание было расширено в 1391 году, а затем существенно перестроено при герцоге Борсо д’Эсте, по приказу которого в 1465 году архитектор Пьетро Бенвенути (Pietro Benvenuti degli Ordini) надстроил сооружение вторым этажом. Второй этаж служил герцогской квартирой, один из его залов был богато расписан (впоследствии получил название Зал Месяцев, Salone dei Mesi). Фасад дворца был украшен мраморным порталом работы Амброджо да Милано (Ambrogio da Milano), увенчанный гербом рода д’Эсте.
В конце XV века, в 1493 году, дворец претерпел последнее расширение: архитектор Бьяджо Россетти (Biagio Rossetti) с восточной стороны пристроил ещё один зал. Тогда же зубчатый карниз был заменён на нынешний.
С падением рода д’Эсте в 1598 году начался период запустения. В 1703 году Скифанойя была передана семье Тассони (Tassoni) в долгосрочную аренду, а та передала часть здания табачной фабрике. В результате лоджия и садовая лестница были разрушены, а фрески замазаны белой штукатуркой. После наполеоновских войн дворец был конфискован и приобретён жителем Феррары Джакомо Майолем (Giacomo Mayol). В 1821 году благодаря реставратору Джузеппе Сароли (Giuseppe Saroli) исторические фрески были раскрыты. С этого времени началась многолетняя кампания за превращение дворца в музей. В 1898 году дворец перешёл в муниципальную собственность, стал частью комплекса Городских музеев старинного искусства (Musei Civici di Arte Antica).
Фрески Палаццо Скифанойя прославил выдающийся учёный, основатель иконологии Аби Варбург, сделавший доклад с анализом содержания росписей «Зала Месяцев» на Десятом Международном конгрессе историков искусства в Риме в 1912 году.

## Зал Месяцев
Зал Месяцев (Salone dei Mesi) расписан фресками в 1469-1471 годах несколькими (предположительно пятью) феррарскими мастерами, из которых в точности известны два — Франческо дель Косса и Бальдассаре д'Эсте. Программу росписи помогал разрабатывать придворный астролог двора Эсте Пеллегрино Пришани. Фрески, занимавшие весь периметр парадного (второго) этажа, представляли собой сложную, многочастную композицию, символически иллюстрирующую двенадцать знаков зодиака.
Фреска каждого знака зодиака состоит из трёх блоков — верхнего (триумф соответствующего знаку языческого бога), среднего (собственно знак зодиака) и нижнего (сцены мирской жизни). Полностью сохранились фрески Овен (условно Март), Рак (Июнь), Лев (Июль), Дева (Август) и Весы (Сентябрь). Нижние блоки Тельца (Апрель) и Близнецов (Май) сохранились фрагментарно.
Фрески верхнего яруса изображают триумф олимпийских богов-покровителей созвездий. Согласно «Астрономике» Марка Манилия:

О божествах — покровителях созвездий, о том, кому какого бога назначила природа, дав великим добродетелям божественное воплощение, соединив в богах священные силы, дабы личность придала весомость понятиям. Паллада — покровительница Овна, Цитерея — Тельца, Феб — стройных Близнецов, Меркурий — Рака, Юпитер и Мать богов владеют Львом; Дева принадлежит Церере; Весы — сделавшему их Вулкану; воинственный Скорпион отдан Марсу, Диане — охотник, полумуж-полулошадь; Веста греет ущербные звёзды Козерога; напротив Юпитера — звёзды Водолея, принадлежащие Юноне; Нептун объявляет своими эфирных Рыб.
— Астрономика, кн. 2, 435-450.
Вокруг триумфаторов изображены аллегорические сцены.
В среднем ярусе — знаки зодиака данного месяца в сопровождении 3 фигур. Эти фигуры были идентифицированы лишь в начале XX века Варбургом как деканы, то есть управители 36 частей зодиакального круга (по 3 в каждом знаке зодиака). Образы тридцати шести деканов, сгруппированных по соответствующим знакам зодиака, были описаны в ряде магических сочинений, в том числе в Пикатрикс. В нижеследующей таблице для сравнения представлены образы трёх деканов Овна:
| Изображение в Зале Месяцев | Описание в «Пикатрикс»                                                            | Описание в «Тенях» Бруно                                   |
| -------------------------- | --------------------------------------------------------------------------------- | ---------------------------------------------------------- |
|                            | Огромный тёмный человек с красными глазами, держащий меч и одетый в белое одеяние | Огромный тёмный человек с горящими глазами в белых одеждах |
|                            | Женщина, одетая в зелёное, не имеющая одной ноги                                  | Женщина                                                    |
|                            | Человек, держащий золотую сферу и одетый в красное                                | Человек со сферой и жезлом в руках                         |

Фрески нижнего яруса передают течение земной жизни, отражающее круговорот небесных светил. В них (в зависимости от времени года) на переднем плане — сцены из жизни феррарского двора герцога Борсо д’Эсте. Он окружен придворными, министрами и священнослужителями, вершит правосудие, принимает венецианского посла, разговаривает со своим шутом Сколлой, с нищим, охотится и т. д. Также в нижних блоках изображены различные мирские (городские и крестьянские) занятия и развлечения.
Сцены придворной жизни дополнялись большими композициями во всю ширину стен, которые почти не сохранились — кавалькады, турниры и т. п. На южной стене была фреска «Борсо провозглашается герцогом Феррары» (не сохранилась). В самой нижней части стен помещалось 12 добродетелей. Над порталом в медальоне был помещен портрет герцога с надписью IVSTICIA. 
Примерный перечень изображенных сюжетов представлен в нижеследующей таблице:
| Изображение     | Месяц           | Верхний ярус            | Средний ярус    | Нижний ярус                                                                                                   | Художник |
| Восточная стена | Восточная стена | Восточная стена         | Восточная стена | Восточная стена                                                                                               | Восточная стена |
| --------------- | --------------- | ----------------------- | --------------- | --- | --- |
|                 | Март            | Триумф Минервы          | Овен            | Борсо д’Эсте вершит правосудие и охотится                                                                     | Франческо дель Косса |
|                 | Апрель          | Триумф Венеры           | Телец           | Борсо д’Эсте возвращается с охоты, наверху — ежегодное спортивное соревнование между кварталами Феррары (ит.) | Франческо дель Косса |
|                 | Май             | Триумф Аполлона         | Близнецы        | Сцены полевых работ (фреска сохранилась фрагментарно)                                                         | Франческо дель Косса |
| Северная стена  |                 |                         |                 | | |
|                 | Июнь            | Триумф Меркурия         | Рак             | Борсо д’Эсте направляется к портику, где его ожидает коленопреклоненный проситель                             | Неизвестный феррарский художник середины XV в. (т. наз. Maestro dagli occhi spalancati, букв. Мастер широко раскрытых глаз), несколько работ которого имеется в Национальной картинной галерее Феррары. |
|                 | Июль            | Триумф Юпитера и Кибелы | Лев             | Борсо д’Эсте принимает послов                                                                                 | Maestro dagli occhi spalancati, при участии Козимо Тура или Антонио Чиконьяра |
|                 | Август          | Триумф Цереры           | Дева            | Борсо д’Эсте принимает послов и охотится                                                                      | Предполагаемые авторы: Герардо ди Андреа Фьорини из Виченцы, Козимо Тура, Эрколе де Роберти, Антонио Чиконьяра                                                                                          |
|                 | Сентябрь        | Триумф Вулкана          | Весы            | Борсо д’Эсте на параде                                                                                        | Предполагаемые авторы: Эрколе де Роберти, Антонио Чиконьяра или художник, именуемый по этой фреске как Мастер Весов (Maestro della Bilancia)                                                            |

Уверенно идентифицирована лишь принадлежность фресок восточной стены Франческо дель Косса на основе его писем. Фрески северной стены принадлежат разным мастерам, но атрибутируются различными учеными по-разному. Бальдассаре д’Эсте включен в число авторов, так как известно, что в 1471 году ему было поручено сделать некоторые доделки и переделки во фресках, например, переписать 36 портретных изображений. Возможно, ему принадлежит группа всадников на северной стене рядом с «Июлем».